# Австралопитек гархи
Австралопитек гархи (лат. Australopithecus garhi) — вымерший вид австралопитеков, семейство гоминидов, живший около 2,5 миллионов лет назад. Представители этого вида являются возможным «переходным звеном» от рода австралопитеков к роду людей (Homo). Относятся к группе грацильных австралопитеков, то есть обладают хрупким, не массивным телосложением.

## История открытия

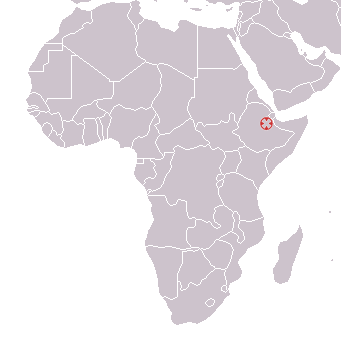
Афарская низменность, Эфиопия — место обнаружения Australopithecus garhi

Ископаемые останки австралопитека гархи были найдены в 1996 году группой учёных под руководством эфиопского палеонтолога Берхана Асфау (Berhane Asfaw) и его американского коллеги Тима Уайта (White). Поисковые работы проводились в Афарской низменности (Afar Depression) Эфиопии в отложениях Боури (Bouri Formation).
20 ноября 1997 года на основе этих находок был выделен новый вид гоминидов — Australopithecus garhi. «Garhi» по-афарски означает «удивительный» или «сюрприз». Подтвердил и назвал новый вид эфиопский палеоантрополог Йоханнес Хайле-Селассие.
Удивительность этого вида заключается в том, что вместе с останками были найдены примитивные орудия, напоминающие олдувайскую технологию, и датируемые возрастом 2,5—2,6 млн лет. Это подразумевает, что австралопитек гархи начал использовать каменные орудия раньше человека умелого (которого, в свою очередь, назвали так, принимая за изобретателя олдувайской технологии обработки камня).

## Морфология и интерпретации
Останки A. garhi (такие как BOU-VP-12/130) отличаются в некоторых чертах от типичных представителей видов Australopithecus afarensis и Australopithecus africanus. Объём мозга A. garhi, равный 450 см³, сравним с размером других австралопитековых. Но премоляры и моляры имеют много схожих черт с Paranthropus boisei, так как они крупнее, чем у любых других представителей грацильных австралопитеков. После открытия жившего одновременно с австралопитек седиба в Южной Африке прогрессивного вида Homo gautengensis, A. garhi стал главным претендентом, по мнению Даррена Курно, на роль прямого предка ранних Homo.